# Ilex cubana
Ilex cubana är en järneksväxtart som beskrevs av Ludwig Eduard Loesener och Ignatz Urban. Ilex cubana ingår i släktet järnekar, och familjen järneksväxter. Inga underarter finns listade i Catalogue of Life.